# Ayanleh Souleiman
Ayanleh Souleiman (Yibuti, 3 de diciembre de 1992) es un atleta yibutiano, especialista en la prueba de 800 m, con la que llegó a ser medallista de bronce mundial en 2013.

## Carrera deportiva
En el Mundial de Moscú 2013 gana la medalla de bronce en los 800 m, tras el etíope Mohammed Aman (oro) y el estadounidense Nick Symmonds (plata).